# Leishmania donovani
Leishmania donovani je komplex příbuzných druhů protozoitních flagellátů z rodu Leishmania. Jejím jediným rezervoárem je člověk, u něhož způsobuje viscerální leishmaniózu, také známou jako nemoc kala-azar. Přenáší se infekčním kousnutím hmyzího vektoru, samičkou flebotoma (Phlebotomus).

## Morfologie
Leishmanie vytvářejí dvě morfologická stadia. Vnitrobuněční amastigoti, jejichž tvar je kulatý s velmi krátkým bičíkem nevyčnívajícím z periflagelární kapsy (proto vzniká dojem, že bičík schází), parazitují v makrofázích savčích hostitelů. Zatímco bičíkatí promastigoti mají štíhlé buňky s bičíkem na přední části těla a nachází se ve střevním traktu hmyzího vektoru.

## Výskyt
Je charakterizován suchými a teplými oblastmi, ve kterých se dobře daří jejím přenašečům. Tj. především Indie, Čína, Keňa a Súdán.

## Životní cyklus

Vývojový cyklus leishmanií

Přenašeč nasaje amastigoty společně s makrofágy a krví. V jeho střevě se bičíkovci množí jako promastigoti. Ti se při sání dostávají do tkání hostitele, kde jsou rychle fagocytováni makrofágy. Uvnitř makrofágu dochází k rychlé transformaci promastigota do amastigotního stadia, které je v makrofágu uzavřeno do parazitoforní vakuoly, ve které se množí. Při jejím prasknutí paraziti infikují další fagocyty. Tento proces se několikrát opakuje. Phlebotomus se nakazí sáním na infikovaném hostiteli.

## Onemocnění

### Kala-azar, černá nemoc
Nejtěžší a nejnebezpečnější forma viscerální leishmaniózy je kala-azar. Po prakticky zanedbatelné kožní fázi (která je hlavním příznakem kožní leishmaniózy) leishmanie napadají vnitřní orgány. Projevuje se vysokými horečkami, ztrátou váhy, anémií, zvětšením sleziny a jater. Její inkubační doba je 2-6 měsíců, ale může být i několik let. Nástup příznaků je náhlý nebo postupný. Vždy dochází ke zvýšení teploty, často nepravidelnému s 2-3 vrcholy za den. Při akutním průběhu téměř vždy končí smrtí. Při včasném zjištění vede správná léčba k uzdravení pacienta. Většinou se kala-azar diagnostikuje přítomností amastigotů v kostní dřeni, slezině nebo krvi.Podobné formy viscerální leishmaniózy pak vykazují pacienti (především děti) nakažení leishmanií infantum v oblastech Středozemního moře, Blízkého východu a Východní Afriky. V Jižní Americe je pak původcem onemocnění leishmania chagasi.

### Post-kala-azar (PKDL)
Tento syndrom je pokračováním viscerální leishmaniózy. Může vzniknout i několik let po úspěšné léčbě primární infekce. Kožní léze jsou různorodé a mohou obsahovat velká množství amastigotů. Při vhodné změně podmínek (např. pro rozmnožování flebotomů) se pak takoví pacienti stávají zdrojem nové nákazy.